# Вільям Атертон
Вільям Атертон (англ. William Atherton; 30 липня 1947) — американський актор.

## Біографія
Вільям Атертон народився 30 липня 1947 року в місті Орандж, штат Коннектикут. Навчався в школі при театрі в Пасадені, штат Каліфорнія. У 1969 році закінчив технологічний університет Карнегі за фахом «драматичне мистецтво».

## Кар'єра
У 1974 році виконав роль у фільмі Стівена Спілберга «Шугарлендський експрес». Також грав у фільмах: «Дні Сарани» (1975), «У пошуках містера Гудбара» (1977), «Мисливці на привидів» (1984), «Міцний горішок» (1988), «Міцний горішок 2» (1990), «Оскар» (1991). Знімався в серіалах: «4исла», «Монк», «Загублені», «Закон і порядок», «Зоряна брама: SG-1», «Відчайдушні домогосподарки».

## Особисте життя
З 8 грудня 1980 року одружений з Боббі Голдін.

## Фільмографія
| Рік       |    | Українська назва                       | Оригінальна назва                              | Роль                       |
| --------- | -- | -------------------------------------- | ---------------------------------------------- | -------------------------- |
| 1972      | ф  | Нові центуріони                        | The New Centurions                             | Джонсон                    |
| 1974      | ф  | Шугарлендський експрес                 | The Sugarland Express                          | Кловіс Майкл Поплін        |
| 1977      | ф  | У пошуках містера Гудбара              | Looking for Mr. Goodbar                        | Джеймс                     |
| 1981      | тф | Будинок радості                        | The House of Mirth                             | Лоуренс Селден             |
| 1981      | тф | Єдине світло                           | A Single Light                                 |                            |
| 1982      | тф | Дитина майбутнього                     | Tomorrow's Child                               | Джим Спенс                 |
| 1983      | тф | Малібу                                 | Malibu                                         | Стен Гарві                 |
| 1984      | ф  | Мисливці на привидів                   | Ghost Busters                                  | Волтер Пек                 |
| 1985      | ф  | Справжній геній                        | Real Genius                                    | Джеррі Гетевей             |
| 1985—1987 | с  | Зона сутінків                          | The Twilight Zone                              | Браян Вольф / містер Данді |
| 1985—1991 | с  | Вона написала вбивство                 | Murder, She Wrote                              | різні ролі                 |
| 1986      | тф | Боротьба за Дженні                     | A Fight for Jenny                              | Майкл Росен                |
| 1987      | с  | Закон і Гаррі МакГроу                  | The Law and Harry McGraw                       |                            |
| 1987—1989 | с  | Зрівнювач                              | The Equalizer                                  | Мартін Лобер / Гідеон      |
| 1988      | ф  | Міцний горішок                         | Die Hard                                       | Річард Торнберг            |
| 1988      | тф | Інтрига                                | Intrigue                                       | Доггетт                    |
| 1990      | тф | Похований живцем                       | Buried Alive                                   | Кортланд ван Оуен          |
| 1990      | ф  | Міцний горішок 2                       | Die Hard 2                                     | Річард Торнберг            |
| 1990      | ф  | Похмурі казки прерій                   | Grim Prairie Tales: Hit the Trail... to Terror | Артур                      |
| 1991      | ф  | Оскар                                  | Oscar                                          | Овертон                    |
| 1991      | с  | Байки зі склепу                        | Tales from the Crypt                           | Малкольм Мейфлауер         |
| 1992      | тф | Діагноз: убивство                      | Diagnosis Murder                               | Ерік Вокер                 |
| 1992      | тф | Солдати в шкіряних куртках             | Chrome Soldiers                                | шериф Блеквелл             |
| 1993      | ф  | Досьє Пелікан                          | The Pelican Brief                              | Боб Гмінські               |
| 1995      | ф  | Френк та Джессі                        | Frank & Jesse                                  | Аллан Пінкертон            |
| 1995      | тф | Вірус                                  | Virus                                          | доктор Реджінальд Голловей |
| 1995      | тф | Обманута довіра                        | Broken Trust                                   | Ромер                      |
| 1996      | тф | Чорний яструб                          | Raven Hawk                                     | Філіп Торн                 |
| 1996      | ф  | Біо-Дом                                | Bio-Dome                                       | доктор Ной Фолкнер         |
| 1996      | с  | Детектив Неш Бріджес                   | Nash Bridges                                   | доктор Лінус Міллс         |
| 1997—1999 | с  | Практика                               | The Practice                                   | прокурор Кіт Пратт         |
| 1997      | ф  | Гангстер                               | Hoodlum                                        | Томас Дев'ю                |
| 1997      | ф  | Божевільне місто                       | Mad City                                       | Долен                      |
| 1998      | с  | За межею можливого                     | The Outer Limits                               | Франклін Мердок            |
| 1999      | с  | Курячий бульйон для душі               | Chicken Soup for the Soul                      | Рон                        |
| 1999      | тф | Познайомтесь із Дороті Дендрідж        | Introducing Dorothy Dandridge                  | Дерріл Занук               |
| 2001      | ф  | Битва за космос                        | Race to Space                                  | Ральф Стентон              |
| 2001      | с  | Нічні бачення                          | Night Visions                                  | Вільям Прайс               |
| 2002—2004 | с  | Закон і порядок                        | Law & Order                                    | Ден Дженсен / Дон Снайдер  |
| 2003      | мс | Ліга Справедливості                    | Justice League                                 | доктор Дестіні / Джон Ді   |
| 2004      | в  | Хто твої предки?                       | Who's Your Daddy?                              | Дункан Мак                 |
| 2005      | тф | Знак чорної троянди                    | Gone But Not Forgotten                         | сенатор Рей Колбі          |
| 2005      | с  | Юристи Бостона                         | Boston Legal                                   | Говард Зейл                |
| 2006      | с  | Зоряна брама: SG-1                     | Stargate SG-1                                  | Емісар Варта               |
| 2006      | с  | Відчайдушні домогосподарки             | Desperate Housewives                           | доктор Барр                |
| 2007      | с  | 4исла                                  | Numb3rs                                        | Воррен Пірс                |
| 2008      | тф | Штрихи                                 | Strokes                                        | Річард Макбрайд            |
| 2008      | тф | Круті стволи                           | Aces 'N' Eights                                | Говард                     |
| 2008      | тф | Вампіри                                | Ghouls                                         | Стефан                     |
| 2008      | с  | Монк                                   | Monk                                           | командир Натан Вітакер     |
| 2008—2009 | с  | Життя як вирок                         | Life                                           | Майкі Рейборн              |
| 2009      | вг | Ghostbusters                           | Ghostbusters                                   | Волтер Пек                 |
| 2010      | с  | Загублені                              | Lost                                           | директор Рейнольдс         |
| 2010      | с  | Закон і порядок: Спеціальний корпус    | Law & Order: Special Victims Unit              | Нед Богден                 |
| 2010      | с  | Болота                                 | The Glades                                     | Джек Гаскер                |
| 2011      | с  | Касл                                   | Castle                                         | доктор Арі Вейс            |
| 2012      | с  | Невідомий                              | The Unknown                                    | Джим Ларсон                |
| 2012      | с  | Трудоголіки                            | Workaholics                                    | Тор Голвік                 |
| 2012      | тф | Напад акул на Нью-Джерсі               | Jersey Shore Shark Attack                      | Долан                      |
| 2012      | ф  | Фільм на мільярд доларів Тіма та Еріка | Tim and Eric's Billion Dollar Movie            | Ерл Свінтер                |
| 2013      | с  | Дитяча лікарня                         | Childrens Hospital                             | Левон Бейнтер              |
| 2014      | с  | Виклик                                 | Defiance                                       | Viceroy Berto Mercado      |